# Guy Sibille

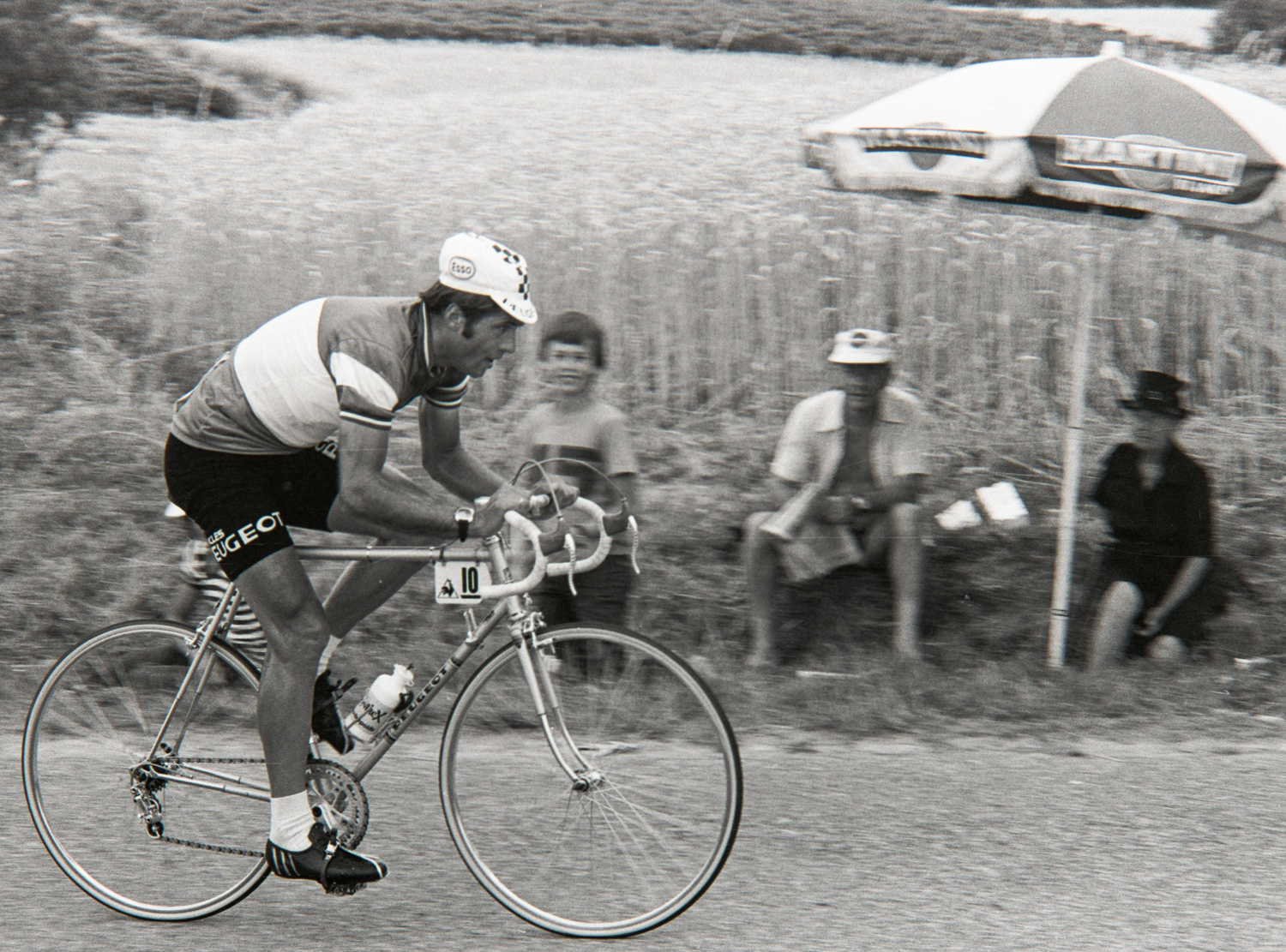
Guy Sibille in der Tour de France 1976

Guy Sibille (* 25. August 1948 in Marseille) ist ein ehemaliger französischer Radrennfahrer und nationaler Meister im Radsport.

## Sportliche Laufbahn
Sibille war Teilnehmer der Olympischen Sommerspiele 1972 in München. Im Mannschaftszeitfahren wurde er mit Henri-Paul Fin, Claude Magni und Jean-Claude Meunier auf dem 18. Rang klassiert. Als Amateur gewann 1976 die Tour de l’Yonne mit einem Etappensieg. Die Internationale Friedensfahrt bestritt er 1972, schied aber nach einem schweren Sturz aus.
Er war von 1972 bis 1980 Berufsfahrer im Radsportteam Peugeot. 1972 gewann er eine Etappe der Tour de l’Avenir und des Etappenrennens Étoile des Espoirs. Den Grand Prix d’Aix-en-Provence konnte er 1974 für sich entscheiden, ebenso eine Etappe des Rennens Etoile de Bessèges. 1975 wurde er Dritter im Rennen Mailand–Sanremo hinter dem Sieger Eddy Merckx. 1976 wurde er nationaler Meister im Straßenrennen und gewann eine Etappe im Rennen Paris–Nizza. 1978 gewann er eine Etappe in der Tour de l’Oise.
In seinen fünf Teilnahmen an der Tour de France wurde er 1974 71., 1976 47., 1977 40. des Endklassements. 1975 und 1978 schied er aus.